# Single numer jeden w roku 1961 (USA)
Notowanie Billboard Hot 100 przedstawia najlepiej sprzedające się single w Stanach Zjednoczonych. Publikowane jest ono przez magazyn Billboard, a dane kompletowane są przez Nielsen SoundScan w oparciu o cotygodniowe wyniki sprzedaży cyfrowej oraz fizycznej singli, a także częstotliwość emitowania piosenek na antenach stacji radiowych.

## Historia notowania
| Data publikacji | Piosenka                      | Artysta         |
| --------------- | ----------------------------- | --------------- |
| 2 stycznia      | „Are You Lonesome Tonight?”   | Elvis Presley   |
| 9 stycznia      | „Wonderland by Night”         | Bert Kaempfert  |
| 16 stycznia     | „Wonderland by Night”         | Bert Kaempfert  |
| 23 stycznia     | „Wonderland by Night”         | Bert Kaempfert  |
| 30 stycznia     | „Will You Love Me Tomorrow”   | The Shirelles   |
| 6 lutego        | „Will You Love Me Tomorrow”   | The Shirelles   |
| 13 lutego       | „Calcutta”                    | Lawrence Welk   |
| 20 lutego       | „Calcutta”                    | Lawrence Welk   |
| 27 lutego       | „Pony Time”                   | Chubby Checker  |
| 6 marca         | „Pony Time”                   | Chubby Checker  |
| 13 marca        | „Pony Time”                   | Chubby Checker  |
| 20 marca        | „Surrender”                   | Elvis Presley   |
| 27 marca        | „Surrender”                   | Elvis Presley   |
| 3 kwietnia      | „Blue Moon”                   | The Marcels     |
| 10 kwietnia     | „Blue Moon”                   | The Marcels     |
| 17 kwietnia     | „Blue Moon”                   | The Marcels     |
| 24 kwietnia     | „Runaway”                     | Del Shannon     |
| 1 maja          | „Runaway”                     | Del Shannon     |
| 8 maja          | „Runaway”                     | Del Shannon     |
| 15 maja         | „Runaway”                     | Del Shannon     |
| 22 maja         | „Mother-in-Law”               | Ernie K-Doe     |
| 29 maja         | „Travelin’ Man”               | Ricky Nelson    |
| 5 czerwca       | „Running Scared”              | Roy Orbison     |
| 12 czerwca      | „Travelin’ Man”               | Ricky Nelson    |
| 19 czerwca      | „Moody River”                 | Pat Boone       |
| 26 czerwca      | „Quarter to Three”            | Gary U.S. Bonds |
| 3 lipca         | „Quarter to Three”            | Gary U.S. Bonds |
| 10 lipca        | „Tossin’ and Turnin’”         | Bobby Lewis     |
| 17 lipca        | „Tossin’ and Turnin’”         | Bobby Lewis     |
| 24 lipca        | „Tossin’ and Turnin’”         | Bobby Lewis     |
| 31 lipca        | „Tossin’ and Turnin’”         | Bobby Lewis     |
| 7 sierpnia      | „Tossin’ and Turnin’”         | Bobby Lewis     |
| 14 sierpnia     | „Tossin’ and Turnin’”         | Bobby Lewis     |
| 21 sierpnia     | „Tossin’ and Turnin’”         | Bobby Lewis     |
| 28 sierpnia     | „Wooden Heart”                | Joe Dowell      |
| 4 września      | „Michael Row the Boat Ashore” | The Highwaymen  |
| 11 września     | „Michael Row the Boat Ashore” | The Highwaymen  |
| 18 września     | „Take Good Care of My Baby”   | Bobby Vee       |
| 25 września     | „Take Good Care of My Baby”   | Bobby Vee       |
| 2 października  | „Take Good Care of My Baby”   | Bobby Vee       |
| 9 października  | „Hit the Road Jack”           | Ray Charles     |
| 16 października | „Hit the Road Jack”           | Ray Charles     |
| 23 października | „Runaround Sue”               | Dion DiMucci    |
| 30 października | „Runaround Sue”               | Dion DiMucci    |
| 6 listopada     | „Big Bad John”                | Jimmy Dean      |
| 13 listopada    | „Big Bad John”                | Jimmy Dean      |
| 20 listopada    | „Big Bad John”                | Jimmy Dean      |
| 27 listopada    | „Big Bad John”                | Jimmy Dean      |
| 4 grudnia       | „Big Bad John”                | Jimmy Dean      |
| 11 grudnia      | „Please Mr. Postman”          | The Marvelettes |
| 18 grudnia      | „The Lion Sleeps Tonight”     | The Tokens      |
| 25 grudnia      | „The Lion Sleeps Tonight”     | The Tokens      |